# 天然ウラン等価燃料
天然ウラン等価燃料（てんねんウランとうかねんりょう、Natural Uranium Equivalent Fuel、NUE燃料）とは、ウラン濃縮の副産物である劣化ウランと、使用済み核燃料の再処理で得られた回収ウランを混合し、核分裂性を天然ウランと同程度となるよう調整した核燃料である。カナダの原子力企業SNCラバリンが開発しており、回収ウランには核分裂反応に一切寄与しないウラン236が含まれており、これが反応度を下げる方向に働くため、ウラン235の分量を天然ウラン（0.72% 235U）より若干高めるなどの工夫が施されている。SNCラバリンは、天然ウラン等価燃料の使用にあたって、現行のCANDU炉の設計/安全性パラメータや運転認可にはわずかな変更しか必要ないとしている。
2018年8月8日には、SNCラバリンが中国の秦山原子力発電所に天然ウラン等価燃料を供給することが発表された。

## 概要
CANDU炉では天然ウランが使用可能であるが、軽水炉の使用済み核燃料には天然ウランよりも高濃度のウラン235（1% 235U程度）が残っているため、外形だけ加工してCANDU炉燃料として再利用するDUPIC（Direct Use of spent PWR fuel In CANDU）が検討されていた。
DUPICは低コストで使用済み核燃料のリサイクルができるのが利点であるが、一方で反応度が天然ウランと異なるため、装荷に際しては安全パラメータの確認や炉心内での配置検討などが必要で、必ずしも使いやすいものではなかった。
これに対して、天然ウラン等価燃料ではその名のとおり反応度が天然ウラン相当となるように劣化ウランと回収ウランを混合して製造するため、使用する際の制約が少なくなるという利点がある。
2008年からカナダと中国の協力により天然ウラン等価燃料の炉心内照射実証が行われ、天然ウランの代替として十分使用可能であることが実証された。2010年3月からは秦山原子力発電所3-1号機で初の商業慮実証が行われ、12個の燃料バンドルを装荷して1年に渡る商業運転が行われた。また、2012年8月にはSNCラバリンの子会社であるCANDUエナジー、秦山原子力発電所の運営主体であるTQNPC、中核北方核燃料元件有限公司（CNNFC）、中国核動力研究設計院（NPIC）の4者が秦山原子力発電所での天然ウラン等価燃料の利用実証の共同プロジェクトを拡大していくことで合意した。